# Keith Butler (cricket, né en 1933)
Pour les articles homonymes, voir Keith Butler et Butler.
Keith Butler (né le 26 décembre 1933) est un joueur de cricket néo-zélandais. 

## Biographie
Né à Auckland, il évolue en First-class cricket dans cette ville en 1953/1954.